# Super Tight
Albums de UGK
Too Hard to Swallow
(1992) Ridin' Dirty
(1996)
Singles
1. Front, Back & Side to Side
Sortie : 1994

Super Tight est le deuxième album studio d'UGK, sorti le 30 août 1994.
L'album s'est classé 9e au Top R&B/Hip-Hop Albums et 95e au Billboard 200.

## Liste des titres
Tous les titres sont produits par Pimp C, à l'exception de Three Sixteens, coproduit par DJ DMD.
| No  | Titre                       | Contient un (des) sample(s) de | Durée |
| --- | --------------------------- | --- | ----- |
| 1.  | Return                      | | 2:13  |
| 2.  | Underground                 | | 3:18  |
| 3.  | It's Supposed to Bubble     | Thoughts of Old Flames de Pleasure | 4:31  |
| 4.  | I Left It Wet for You       | | 4:45  |
| 5.  | Feds in Town                | Sara Smile de Hall & Oates It's Yours de T La Rock & Jazzy Jay High Powered de Dr. Dre featuring RBX, The Lady of Rage et Daz Dillinger | 5:32  |
| 6.  | Pocket Full of Stones Pt. 2 | Gimme Some More des J.B.'s | 5:02  |
| 7.  | Front, Back & Side to Side  | Rigor Mortis des Meters Boyz-n-the-Hood (Remix) d'Eazy-E I'm a Ho de Whodini                                                            | 5:13  |
| 8.  | Protect & Serve             | My Woman de Sun Flash Light de Parliament A Soldiers Story de WC and the Maad Circle Fuck tha Police de N.W.A Friends de Whodini        | 4:36  |
| 9.  | Stoned Junkee               | Four Cornered Room de War Afro-Strut des Nite-Liters                                                                                    | 6:47  |
| 10. | Pussy Got Me Dizzy          | | 5:05  |
| 11. | Three Sixteens              | What Is Soul de Funkadelic | 4:45  |